# Preventive Medicine
Preventive Medicine is een single van Jerome Froese. Het is deels afkomstig van zijn album Far Side of the Face. De single dan wel ep bevatte vier nummers als opwarmertje voor het album, dat begin 2011 moet verschijnen. In verband met de kleine oplage van 500 stuks heeft het nergens een hitnotering gekregen.

## Muziek
| Nr. | Titel                                         | Duur |
| --- | --------------------------------------------- | ---- |
| 1.  | Inner Canon of the Yellow Emperor (Stimulant) | 6:01 |
| 2.  | Safe and Sound (Tranquillizer)                | 5:01 |
| 3.  | Delusions of Lunacy (tonic)                   | 4:09 |
| 4.  | Stiff Dose (Cialis)                           | 6:21 |